# Loud Hailer
Loud Hailer è l'undicesimo album in studio da solista del musicista britannico Jeff Beck, pubblicato nel 2016.

## Tracce
1. The Revolution Will Be Televised – 3:53
2. Live in the Dark – 3:47
3. Pull It – 2:09
4. Thugs Club – 5:15
5. Scared for the Children – 6:07
6. Right Now – 3:57
7. Shame – 4:40
8. Edna – 1:03
9. The Ballad of the Jersey Wives – 3:50
10. O.I.L. (Can't Get Enough of That Sticky) – 4:41
11. Shrine – 5:47